# Đông Bắc Hoa Kỳ

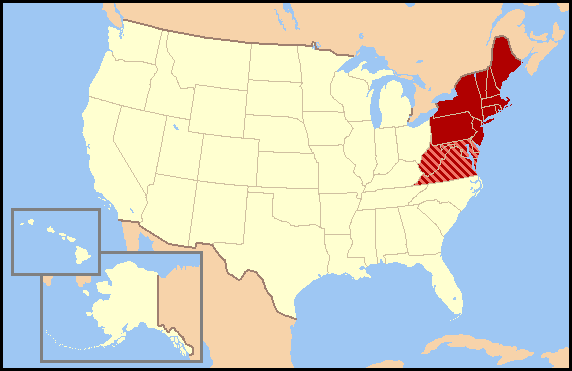
Bản đồ vùng Đông Bắc Hoa Kỳ. Định nghĩa về vùng này khá phức tạp

Đông Bắc Hoa Kỳ (tiếng Anh:Northeastern United States) là một vùng của Hoa Kỳ. Theo định nghĩa của Cục điều tra dân số Hoa Kỳ thì vùng Đông Bắc gồm có 9 tiểu bang: các tiểu bang Tân Anh là Maine, New Hampshire, Vermont, Massachusetts, Rhode Island và Connecticut; và các tiểu bang Trung-Đại Tây Dương là New York, New Jersey và Pennsylvania. Các thành phố lớn trong vùng này gồm có Thành phố New York, Philadelphia, Boston, Pittsburgh, và Buffalo.
Các dãy hành lang duyên hải Delaware và Maryland (bao gồm Baltimore) được kể là thuộc đại vùng đô thị BosWash và về mặt kinh tế thì chúng rất tương tự như các tiểu bang được định nghĩa thuộc vùng đông bắc. Tuy nhiên Cục điều tra dân số Hoa Kỳ xếp các tiểu bang này thuộc vùng các tiểu bang Nam Đại Tây Dương, một phần của miền Nam Hoa Kỳ. Các tổ chức khác như Cục Điều tra Liên bang, Cục hoang dã và cá Hoa Kỳ và Nam Hướng đạo Mỹ, xem Delaware, Maryland, và đôi khi Washington, D.C. là một phần của vùng Đông Bắc Hoa Kỳ.
Đông bắc là vùng giàu có nhất của Hoa Kỳ; Maryland, New Jersey và Connecticut có thu nhập bình quân cao nhất ở Hoa Kỳ trong khi đó Massachusetts được xếp hạng năm. Vùng này cũng đóng góp khoảng 25% tổng sản phẩm nội địa Hoa Kỳ vào năm 2007. Tất cả tám trường trong Ivy League nằm tại vùng đông bắc. New York, Pennsylvania, New Jersey, và Massachusetts được xếp trong nhóm 15 tiểu bang hàng đầu tính về dân số.